# Kościoły chrześcijańskie

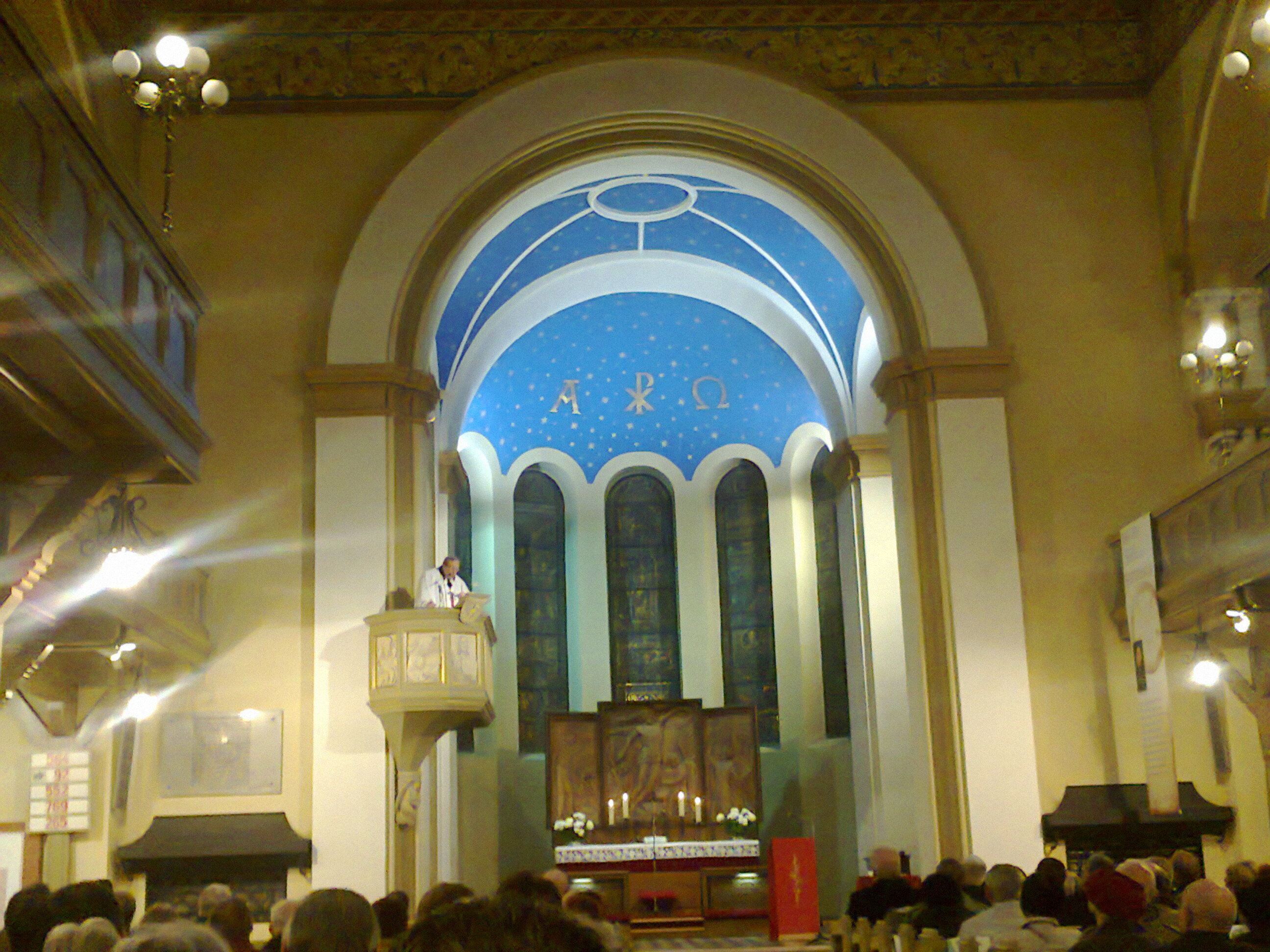
Kościół Ewangelicki Zmartwychwstania Pańskiego w Katowicach

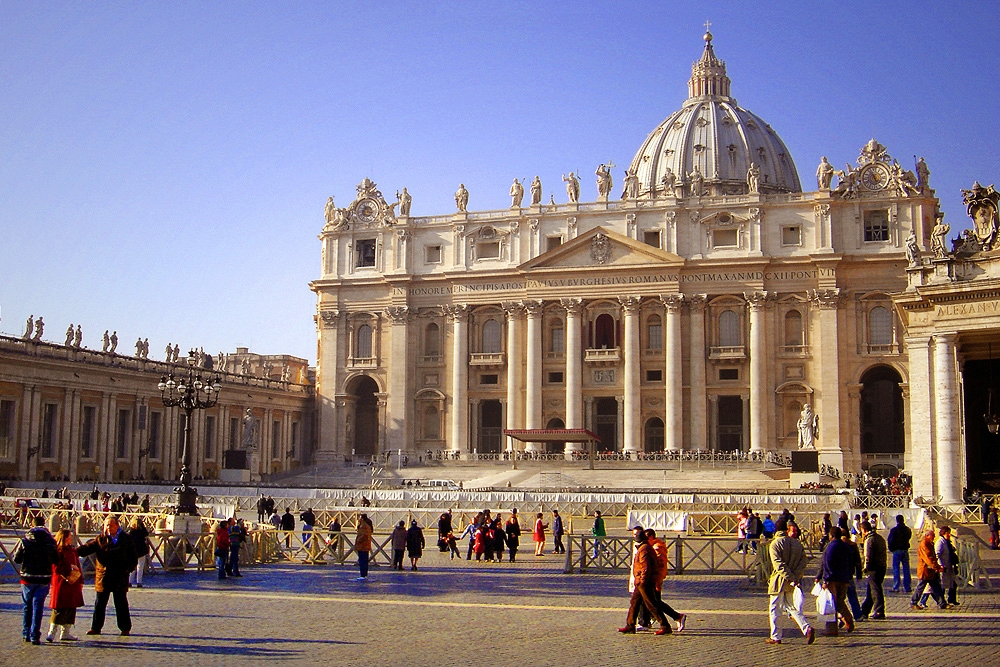
Bazylika św. Piotra w Watykanie – jedna z najważniejszych świątyń Kościoła rzymskokatolickiego

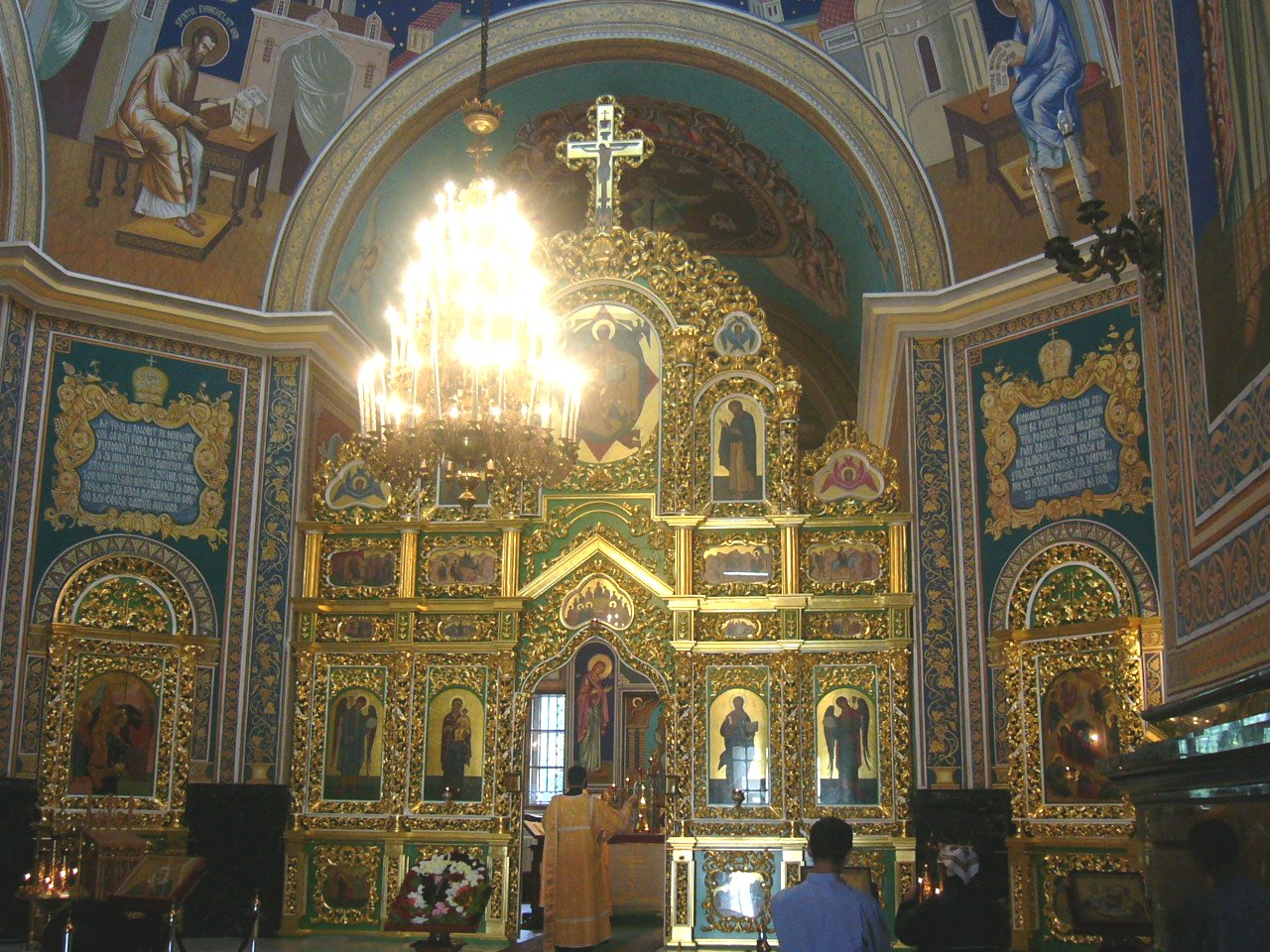
Cerkiew prawosławna w Kiszyniowie

Dokładna klasyfikacja Kościołów oraz związków chrześcijańskich i zapożyczających z chrześcijaństwa.
Poniższa klasyfikacja oparta jest na tradycyjnym i najczęściej stosowanym podziale chrześcijaństwa na trzy gałęzie: katolicyzm, protestantyzm i wschodnią ortodoksję (prawosławie i kościoły orientalne) – mający podstawy w genetycznej i historycznej klasyfikacji wyznań chrześcijańskich. Często jednak niektóre wyznania zalicza się do dwóch wielkich gałęzi lub uznaje za gałąź odrębną: np. anglikanizm uznawany często za „drogę środka” (via media) między katolicyzmem a protestantyzmem, czy też orientalne Kościoły wschodnie odróżniane od prawosławia. Inny podział znowu jeszcze bardziej upraszcza klasyfikację, dzieląc chrześcijaństwo po prostu na dwie gałęzie: zachodnią (katolicką i protestancką) lub katolicko-prawosławną i protestancką. Niektóre kościoły różnych gałęzi nawiązują między sobą interkomunię.
Oprócz trzech tradycyjnych, wymienione zostały nurty nowe: afrochrześcijaństwo, restoracjonizm i chrześcijaństwo nietrynitarne.

## Katolicyzm
- Kościół katolicki[4]
  - Wschodnie Kościoły katolickie:
    - Kościół katolicki obrządku bizantyjsko-albańskiego (Kościół greckokatolicki)
    - Kościół katolicki obrządku bizantyjsko-białoruskiego (Kościół greckokatolicki)
    - Kościół katolicki obrządku bizantyjsko-bułgarskiego (Kościół greckokatolicki)
    - Kościół katolicki obrządku bizantyjsko-chorwackiego (Kościół greckokatolicki)
    - Kościół katolicki obrządku bizantyjsko-greckiego (Kościół greckokatolicki)
    - Kościół katolicki obrządku bizantyjsko-macedońskiego (Kościół greckokatolicki)
    - Kościół katolicki obrządku bizantyjsko-rosyjskiego (Kościół greckokatolicki)
    - Kościół katolicki obrządku bizantyjsko-rumuńskiego (Kościół greckokatolicki)
    - Kościół katolicki obrządku bizantyjsko-rusińskiego (Kościół greckokatolicki)
    - Kościół katolicki obrządku bizantyjsko-słowackiego (Kościół greckokatolicki)
    - Kościół katolicki obrządku bizantyjsko-słowiańskiego (Kościół greckokatolicki)
    - Kościół katolicki obrządku bizantyjsko-ukraińskiego (Kościół greckokatolicki)
    - Kościół katolicki obrządku bizantyjsko-węgierskiego (Kościół greckokatolicki)
    - Kościół katolicki obrządku bizantyjsko-włoskiego (Kościół greckokatolicki)
    - Kościół katolicki obrządku chaldejskiego
    - Kościół katolicki obrządku etiopskiego
    - Kościół katolicki obrządku koptyjskiego
    - Kościół katolicki obrządku maronickiego
    - Kościół katolicki obrządku melchickiego (Kościół greckokatolicki)
    - Kościół katolicki obrządku ormiańskiego
    - Kościół katolicki obrządku syromalabarskiego
    - Kościół katolicki obrządku syromalankarskiego
    - Kościół katolicki obrządku syryjskiego

  - Zachodni Kościół katolicki (zwany również Kościołem rzymskokatolickim)
    - Kościół katolicki obrządku łacińskiego

Tradycjonalizm katolicki
- Konklawizm
  - Kościół Palmariański
  - Kościół Rzymskokatolicki Michała I
  - Kościół Rzymskokatolicki Świętej Tradycji Apostolskiej
  - Prawdziwy Kościół Katolicki
- Lefebryzm
  - Bractwo Świętego Jozafata – tradycji greckokatolickiej
  - Bractwo Świętego Piusa X – tradycji rzymskokatolickiej
- Sedeprywacjonizm
  - Ruch Tradycyjnych Katolików
- Sedewakantyzm
  - Bractwo Świętego Jana
  - Bractwo Świętego Piusa V
  - Kongregacja Maryi Niepokalanej Królowej
  - Tradycyjny Kościół Katolicki
  - Trydenckie Bractwo Kapłańskie

- Starokatolicyzm
  - Kościoły narodowe:
    - Apostolski Episkopalny Kościół Katolicki
    - Apostolsko-Episkopalny Kościół Portugalii
    - Kanadyjski Narodowy Kościół Katolicki
    - Katolicki Kościół Narodowy w Polsce
    - Kościół Narodowy w Angoli
    - Kościół Starokatolicki na Słowacji
    - Litewski Narodowy Kościół Katolicki
    - Niezależny Kościół Filipiński
    - Nordycki Kościół Katolicki
    - Polski Narodowy Katolicki Kościół w RP
    - Polski Narodowy Kościół Katolicki w Stanach Zjednoczonych i Kanadzie
    - Słowacki Narodowy Kościół Katolicki

  - Mariawityzm
    - Kościół Katolicki Mariawitów w Argentynie
    - Kościół Katolicki Mariawitów w Kamerunie
    - Kościół Katolicki Mariawitów w Maroku
    - Kościół Katolicki Mariawitów w RP
    - Kościół Katolicki Mariawitów we Francji
    - Kościół Starokatolicki Mariawitów w Ameryce Północnej
    - Kościół Starokatolicki Mariawitów w RP
    - Kościół Zakonu Mariawitów w Niemczech

  - Kościoły utrechckie
    - Kościół Chrześcijańskokatolicki w Szwajcarii
    - Kościół Polskokatolicki w Kanadzie
    - Kościół Polskokatolicki w RP
    - Kościół Starokatolicki Austrii
    - Kościół Starokatolicki Unii Utrechckiej we Włoszech
    - Kościół Starokatolicki w Chorwacji
    - Kościół Starokatolicki w Czechach
    - Kościół Starokatolicki w Holandii
    - Kościół Starokatolicki w Niemczech
    - Kościół Starokatolicki w Szwecji i Danii
    - Misja Starokatolicka we Francji
- Liberalizm katolicki
  - Liberalny Kościół katolicki
  - Katolicki Apostolski Kościół Jerozolimski
  - Modernizm katolicki
    - Catholics for Choice (Katolicy na rzecz Wyboru)
    - My jesteśmy Kościołem
- Niezależne wspólnoty katolickie
  - Brazylijski Katolicki Kościół Apostolski
  - Patriotyczne Stowarzyszenie Katolików Chińskich
  - Reformowany Kościół Katolicki Wenezueli
  - Kościół Chrześcijańskokatolicki

## OrtodoksyjneKościoły wschodnie
- Kościoły prawosławne:
  - Cerkiew prawosławna:
    - Patriarchat konstantynopolitański:
      - Fińska Cerkiew Prawosławna
      - Estońska Cerkiew Prawosławna

    - Patriarchat aleksandryjski
    - Patriarchat antiocheński
    - Patriarchat jerozolimski
      - Autonomiczna Cerkiew Prawosławna Góry Synaj

    - Rosyjska Cerkiew Prawosławna:
      - Japońska Autonomiczna Cerkiew Prawosławna
      - Chińska Autonomiczna Cerkiew Prawosławna
      - Ukraińska Autonomiczna Cerkiew Prawosławna
      - Łotewska Cerkiew Prawosławna
      - Estońska Cerkiew Prawosławna
      - Mołdawska Cerkiew Prawosławna

    - Gruzińska Cerkiew Prawosławna
    - Serbska Cerkiew Prawosławna:
      - Arcybiskupstwo Ochrydzkie

    - Rumuńska Cerkiew Prawosławna
    - Bułgarska Cerkiew Prawosławna
    - Cypryjska Cerkiew Prawosławna
    - Grecka Cerkiew Prawosławna
    - Albańska Cerkiew Prawosławna
    - Polski Autokefaliczny Kościół Prawosławny
    - Cerkiew Prawosławna krajów czeskich i Słowacji
    - Kościół Prawosławny Ukrainy
    - Kościół Prawosławny w Ameryce[5]
    - Parafie prawosławne zachodniego obrządku[6]

  - Niekanoniczne Cerkwie Prawosławne:
    - Białoruska Cerkiew Prawosławna (dwie niezależne hierarchie- wyłącznie w diasporze)
    - Macedońska Cerkiew Prawosławna
    - Abchaska Cerkiew Prawosławna

  - Starokalendarzowcy
    - Grecka Cerkiew Starokalendarzowa
    - Rumuńska Cerkiew Starokalendarzowa
    - Bułgarska Cerkiew Starokalendarzowa
    - Rosyjski Kościół Prawosławny poza granicami Rosji – od 2003 zjednoczony z patriarchatem Moskwy ze statusem Kościoła autonomicznego
    - Rosyjska Cerkiew Katakumbowa

  - Staroobrzędowcy
    - Staroprawosławna Cerkiew Staroobrzędowców
    - Wschodni Kościół Staroobrzędowy
    - Bezpopowcy
      - Chłyści
      - Nowochłyści
      - Czurikowcy
      - Duchoborcy
      - Imjasławcy
      - Jenochowcy
      - Mołokanie
      - Skopcy
      - Szałopuli
      - Szaszkowcy
      - Tołstojowcy
      - Wozdychjency

    - Popowcy
    - Jednowiercy
- Kościoły asyryjskie (dawniej nazywanie nestoriańskimi)
  - Asyryjski Kościół Wschodu
  - Chaldejski Kościół Wschodu
  - Indyjski Kościół Syromalabarski
  - Starożytny Kościół Wschodu
- Kościoły orientalne („niechalcedońskie”, dawniej nazywanie monofizyckimi)
  - Kościół koptyjski
    - Koptyjski Prawosławny Kościół Egiptu
    - Prawosławny Kościół Etiopski
    - Prawosławny Kościół Erytrejski

  - Apostolski Kościół Ormiański
  - Syryjski Kościół Prawosławny
    - Syryjski Prawosławny Kościół Antiochii
    - Syryjski Prawosławny Kościół Malankarski

## Protestantyzm
- Anglikanizm (uznawany zwykle jako droga środka pomiędzy protestantyzmem i katolicyzmem)
  - Kościół Anglii
  - Kościół Anglikański Kenii
  - Kościół Anglikański w Japonii
  - Kościół Episkopalny w Stanach Zjednoczonych
  - Kościół Irlandii
  - Kościół Ugandy
  - Kościół Walii
  - Reformowany anglikanizm
    - Szkocki Kościół Episkopalny

  - Tradycjonalizm anglikański

- Wyznania przedreformacyjne
  - husyci
    - Bracia morawscy
    - Ewangelicki Kościół Czeskobraterski
    - Kościół Ewangelicko-Morawski
    - Czechosłowacki Kościół Husycki

  - lollardzi
  - waldensi

- Ewangelicyzm (Kościoły wyrosłe wprost z Reformacji)
  - Kalwinizm (Kościoły Ewangelicko-Reformowane)
    - Kalwinizm kontynentalny
      - Chrześcijański Kościół Reformowany w Ameryce Północnej
      - Ewangelicki Kościół Kamerunu
      - Ewangeliczny Kościół Reformowany
      - Holenderski Kościół Reformowany
      - Kościół Ewangelicko-Reformowany
      - Kościół Reformowany
      - Kościół Reformowany w Ameryce
      - Niezależny Kościół Reformowany
      - Niezależny Związek Walijski
      - Protestancki Kościół Reformowany
      - Wyzwolony Kościół Reformowany (Holandia)
      - Zjednoczony Kościół Reformowany
      - Zjednoczony Kościół Reformowany w Południowej Afryce

    - Prezbiterianizm
      - ECO: Przymierze Ewangelikalnych Prezbiterian
      - Ewangelicki Kościół Egiptu
      - Koreański Kościół Chrześcijański w Japonii
      - Koreański Kościół Prezbiteriański Ameryki
      - Kościół Ewangelicko-Prezbiteriański
      - Kościół Prezbiteriański Cumberland
      - Kościół Prezbiteriański USA
      - Kościół Prezbiteriański w Ameryce
      - Kościół Prezbiteriański w Brazylii
      - Kościół Prezbiteriański w Ghanie
      - Kościół Prezbiteriański w Irlandii
      - Kościół Prezbiteriański w Kamerunie
      - Kościół Prezbiteriański w Korei (HapDong)
      - Kościół Prezbiteriański w Korei (HapDongJeong)
      - Kościół Prezbiteriański w Korei (TongHap)
      - Kościół Prezbiteriański Wschodniej Afryki
      - Kościół Szkocji
      - Narodowy Kościół Prezbiteriański w Meksyku
      - Prezbiteriański Kościół Indii
      - Prezbiteriański Kościół Walii

    - Kongregacjonalizm
      - Chrześcijański Kościół Tuvalu
      - Ewangelicki Kościół Kongregacjonalny
      - Kongregacja Ewangeliczna (Angola)
      - Kościół Ewangelicko-Kongregacjonalny
      - Zjednoczony Kościół Kongregacjonalny

  - Luteranizm (Kościoły Ewangelicko-Augsburskie)
    - Chrześcijański Kościół Protestancki Batak
    - Etiopski Kościół Ewangelicki Mekane Yesus
    - Konfesja Luterańska
    - Konfesja Augsburska
    - Kościół Ewangelicki Konfesji Augsburskiej (Słowacja)
    - Kościół Ewangelicki w Niemczech
    - Kościół Ewangelicki Wyznania Luterańskiego (Brazylia)
    - Kościół Ewangelicko-Augsburski
    - Kościół Ewangelicko-Augsburski w RP
    - Kościół Ewangelicko-Luterański
    - Kościół Ewangelicko-Luterański Japonii
    - Kościół Ewangelicko-Luterański w Ameryce
    - Kościół Ewangelicko-Luterański w Brazylii
    - Kościół Ewangelicko-Luterański w Kamerunie
    - Kościół Luterański
    - Kościół Luterański Synodu Missouri
    - Kościół Luterański w Liberii
    - Kościół Luterańsko-Braterski
    - Luterański Kościół Chrystusowy w Nigerii
    - Niezależny Kościół Luterański
    - Samodzielny Kościół Ewangelicko-Luterański
    - Słowacki Kościół Ewangelicki
    - Synod Ewangelicko-Luterański Wisconsin
    - Śląski Kościół Ewangelicki Wyznania Augsburskiego
    - Wolny Kościół Ewangelicko-Luterański
    - Zbory Luterańskie w Misji dla Chrystusa
    - Zjednoczony Ewangelicko-Luterański Kościół Indii

  - Kościoły ewangelicko-unijne
    - Kościół Pakistanu
    - Kościół Południowych Indii
    - Kościół Północnych Indii
    - Kościół Protestancki w Holandii
    - Kościół Zjednoczony w Australii
    - Kościół Zjednoczony Szwecji
    - Szwajcarski Kościół Protestancki
    - Zjednoczony Kościół Chrystusa
    - Zjednoczony Kościół Chrystusa w Japonii
    - Zjednoczony Kościół Kanady
    - Zjednoczony Kościół Protestancki Francji
    - Zjednoczony Kościół Protestancki w Belgii
    - Zjednoczony Kościół Zambii

- Kościoły Drugiej Reformacji (Kościoły powstałe po reformacji lub wywodzące się z tzw. Radykalnej Reformacji)
  - Metodyzm
    -       - Afrykański Kościół Metodystyczno-Episkopalny
      - Afrykański Metodystyczno-Episkopalny Kościół Syjonu
      - Chrześcijański Kościół Metodystyczno-Episkopalny
      - Episkopalny Kościół Metodystów
      - Ewangeliczny Kościół Metodystyczny
      - Koreański Kościół Metodystyczny
      - Kościół Ewangelicko-Metodystyczny w RP
      - Kościół Metodystyczny
      - Kościół Metodystyczny Afryki Południowej
      - Kościół Metodystyczny Nigerii
      - Kościół Metodystyczny Togo
      - Kościół Metodystyczny Wielkiej Brytanii
      - Kościół Metodystyczny w Brazylii
      - Kościół Metodystyczny w Fidżi i Rotuma
      - Kościół Metodystyczny w Indiach
      - Kościół Metodystyczny w Indonezji
      - Kościół Metodystyczny w Kenii
      - Kościół Metodystyczny w Kubie
      - Kościół Metodystyczny w Malezji
      - Kościół Metodystyczny w Meksyku
      - Metodystyczny Kościół Ghany
      - Protestancki Kościół Metodystyczny w Beninie
      - Unia Metodystyczna
      - Wolny Kościół Metodystyczny
      - Zjednoczony Kościół Metodystyczny

    - Ruch uświęceniowy
      - Kościół Nazareński
      - Kościół Wesleyański
      - Armia Zbawienia (salwacjonizm)

  - Baptyzm
    - Amerykański Kościół Baptystyczny w USA
    - Amerykańskie Stowarzyszenie Baptystyczne
    - Amerykańskie Zbory Baptystyczne USA
    - Biblijny Kościół Baptystyczny
    - Brazylijska Konwencja Baptystyczna
    - Converge
    - Ewangeliczny Kościół Baptystyczny (Białoruś)
    - Ewangelizacyjna Krucjata Baptystyczna Orissa
    - Generalne Stowarzyszenie Regularnych Kościołów Baptystów
    - Japońska Konwencja Baptystyczna
    - Kameruńska Konwencja Baptystyczna
    - Konferencja Baptystów Ameryki Północnej
    - Konwencja Baptystyczna
    - Konwencja Baptystyczna Garo (Indie)
    - Konwencja Baptystyczna Korei
    - Konwencja Baptystyczna Manipur (Indie)
    - Kościoły Chrystusowe (baptyzm)
    - Kościół Baptystów Dnia Siódmego
    - Kościół Baptystów Pełnej Ewangelii
    - Kościół Baptystyczny Nagaland (Indie)
    - Kościół Baptystyczny „Samavesam of Telu” (Indie)
    - Kościół Chrześcijan Baptystów
    - Kościół Ewangeliczno-Baptystyczny (Ukraina)
    - Kościół Ewangeliczny Misja Łaski
    - Misja Baptystyczna
    - Narodowa Konwencja Baptystyczna Ameryki
    - Narodowa Konwencja Baptystyczna USA
    - Narodowa Misja Konwencji Baptystycznej (USA)
    - Narodowa Misyjna Konwencja Baptystyczna Ameryki
    - Narodowe Stowarzyszenie Wolnej Woli Baptystów (USA)
    - Niezależna Konwencja Baptystyczna
    - Południowa Konwencja Baptystyczna
    - Progresywna Narodowa Konwencja Baptystyczna
    - Stowarzyszenie Amerykańskich Baptystów
    - Stowarzyszenie Baptystyczne
    - Stowarzyszenie Konserwatywnych Baptystów
    - Unia Baptystyczna Szkocji
    - Unia Baptystyczna Walii
    - Unia Baptystyczna Wielkiej Brytanii
    - Unia Ewangelicznych Chrześcijan Baptystów
    - Wolny Kościół Baptystyczny
    - Zbór Ewangelicko-Baptystyczny w Katowicach
    - Związek Zborów Ewangelicko-Wolnokościelnych w Niemczech

  - Anabaptyzm
    - huteryci
    - mennonici
    - amisze
      - Amisze Starego Rytu

- Trzecia Fala (Kościoły przebudzeniowe, powstałe w XIX wieku)
  - Kościoły Braterskie (także: Darbyści)
    - Kościoły miejscowe
    - Kościół Wolnych Chrześcijan
    - Stowarzyszenie Zborów Chrześcijan

  - Campbellici (Kościoły Chrystusowe)
    - Kościoły Chrystusowe (USA)
    - Kościół Chrystusowy w RP
    - Kościoły Chrześcijańskie i Kościoły Chrystusowe (USA)
    - Kościół Chrześcijański (Uczniowie Chrystusa) (USA)
    - Wspólnota Kościołów Chrystusowych – dawniej: Kościół Zborów Chrystusowych
    - Międzynarodowy Kościół Chrystusowy (Boston Local Church)
      - Bostoński Kościół Chrystusowy
      - Londyński Kościół Chrystusowy
      - Warszawski Kościół Chrystusowy

  - Adwentyzm
    - Adwentyzm Dnia Siódmego
      - Kościół Adwentystów Dnia Siódmego

    - Reformowany Adwentyzm Dnia Siódmego
      - Kościół Adwentystów Odpocznienia Sabatu
      - Kościół Adwentystów Dnia Siódmego Ruch Reformacyjny
      - Kościół Reformowany Adwentystów Dnia Siódmego
        - Międzynarodowe Stowarzyszenie Misyjne Adwentystów Dnia Siódmego Trzecia Część Zachariasza – rogolowcy

      - Międzynarodowe Braterstwo Adwentystów Dnia Siódmego
      - Kościół Adwentystów Siódmego Dnia Stworzenia
      - Dawidianizm
        - Dawidiańscy Adwentyści Dnia Siódmego – pierwotny ruch już nieistniejący
        - Generalne Stowarzyszenie Dawidiańskich Adwentystów Dnia Siódmego
        - Ruchy Odgałęzienia (ang. Branch Davidians)
          - Generalne Stowarzyszenie Odgałęzienia Dawidiańskich Adwentystów Dnia Siódmego
          - Dawidiańskie Odgałęzienie Dawidiańskich Adwentystów Dnia Siódmego (Grupa Davida Koresha)

        - Stowarzyszenie Dawidiańskich Adwentystów Dnia Siódmego – Ruch Bashan
        - Adwentystyczny Kościół Pozostałych Jedenastej Godziny
          - Międzynarodowa Organizacja Badania Kalendarza

        - Korzeń Jessego

    - Adwentyzm Dnia Pierwszego
      - Chrześcijański Kościół Adwentystów
      - Pierwotny Chrześcijański Kościół Adwentystów
      - Kościół Adwentystów Powtórnego Przyjścia

- Neo-protestantyzm (Kościoły o krótkim rodowodzie, niezależne, wyrosłe z tradycji protestanckiej)
  - Kościół Chrześcijan Dnia Sobotniego
    - Kościół Chrześcijan Dnia Sobotniego w Polsce
    - Kościół Chrześcijan Dnia Sobotniego na Zakarpaciu

  - Niezależne Kościoły Ewangelikalne
    - Afrykański Kościół Krajowy
    - Chrześcijańska Misja Przymierza
    - Chrześcijański i Misyjny Sojusz
    - Ewangeliczny Kościół Indii
    - Ewangeliczny Kościół Zachodniej Afryki
    - Ewangeliczny Wolny Kościół Ameryki
    - Indyjska Narodowa Wspólnota Ewangeliczna
    - Kale Heywet
    - Koreański Ewangeliczny Kościół Świętości
    - Kościół Ewangeliczny w RP
    - Kościół Ewangelicznych Chrześcijan w RP
    - Kościół Konwencji Ewangelicznej
    - Niezależna Unia Ewangeliczna (Meksyk)
    - Rada Kościołów Ewangelicznych (Gwatemala)
    - Wolny Kościół Ewangeliczny
    - Wolny Kościół Pełnej Ewangelii
    - Zjednoczony Kościół Chrystusowy na Filipinach

  - kościoły bezwyznaniowe (nie związane z żadną denominacją)
    - Kościół Betel
    - Kościół Nowego Przymierza w Lublinie
    - Kościół Nowego Stworzenia
    - Lakewood Church
    - Willow Creek Community Church
    - Kościoły lokalne (ruch religijny)

  - Kościoły Boże
    - Kościół Boży (Anderson)
    - Kościół Boży (Dnia Siódmego)
    - Światowy Kościół Boży
    - Zbory Boże Chrześcijan Dnia Siódmego
    - Zjednoczony Kościół Boży

- Ruch zielonoświątkowy (często jako osobny nurt)
  - Pentekostalizm
    - Apostolski Kościół Apostołów i Proroków (Salwador)
    - Apostolski Kościół Chrystusa
    - Baptystyczny Kościół Zielonoświątkowy
    - Calvary Chapel
    - Charyzmatyczny Kościół Misji
    - Chrześcijańska Kongregacja Zielonoświątkowa (Włochy)
    - Chrześcijańska Wspólnota Zielonoświątkowa
    - Chrześcijański Kościół „Manna” (Portugalia)
    - Chrześcijański Kościół Maranatha
    - Chrześcijański Kościół Zielonoświątkowy
    - Biblijny Kościół Głębokiego Życia
    - Chrześcijańskie Stowarzyszenie Zielonoświątkowe (Tanzania)
    - Chrześcijańskie Zbory Boże
    - Ewangeliczna Wspólnota Uleczenia Naszej Ziemi (Brazylia)
    - Ewangeliczna Wspólnota Zielonoświątkowa
    - Ewangeliczno-Zielonoświątkowy Kościół Braterski
    - Ewangeliczny Kościół Zielonoświątkowy
    - Ewangelizacyjny Kościół Misyjny Elohim
    - Federacja Kościołów Zielonoświątkowych (Niemcy)
    - Flamandzkie Stowarzyszenie Kościołów Zielonoświątkowych (Belgia)
    - Kingsway International Christian Centre (Anglia-Londyn)
    - Kongregacja Chrześcijan
    - Kościół Apostolski
    - Kościół Boży (Cleveland)
    - Kościół Boży w Chrystusie, współpracujący z Międzynarodowym Kościołem Zwycięstwa, należącym do nurtu odnowy charyzmatycznej
    - Kościół Boży w Chrystusie (Stany Zjednoczone)
    - Kościół Bożych Proroctw
    - Kościół Cherubów i Serafów
    - Kościół Chrześcijan Wiary Ewangelicznej
    - Kościół Chrześcijański Brunstad (Bracia norwescy)
    - Kościół Ewangeliczno-Zielonoświątkowy w Chile
    - Kościół Ewangeliczny (Chorwacja)
    - Kościół Ewangeliczny „Filadelfia” (Hiszpania)
    - Kościół Ewangeliczny „Misja Łaski”
    - Kościół Indonezji Betel
    - Kościół Księcia Pokoju (Gwatemala, Salwador)
    - Kościół Kuli Śnieżnej (Brazylia)
    - Kościół Odrodzenia w Chrystusie (Brazylia)
    - Kościół Pana „Aladura”
    - Kościół Pana Naszego Jezusa Chrystusa na Ziemi
    - Kościół Pełnej Ewangelii w Kenii
    - Kościół Poczwórnej Ewangelii
    - Kościół Powszechny Królestwa Bożego
    - Kościół Wierzących
    - Kościół Zielonoświątkowo-Charyzmatyczny
    - Kościół Zielonoświątkowy (Ghana)
    - Kościół Zielonoświątkowy „Bóg jest Miłością”
    - Kościół Zielonoświątkowy „Brazylia Dla Chrystusa”
    - Kościół Zielonoświątkowy w Chile
    - Kościół Zielonoświątkowy Elim
    - Kościół Zielonoświątkowy w Indonezji
    - Kościół Zielonoświątkowy w RP
    - Kościół „Żniwa miast”
    - Metodystyczno-Zielonoświątkowy Kościół Chile
    - Międzynarodowa Wspólnota Zborów Bożych
    - Międzynarodowy Kościół Łaski Bożej (International Grace of God Church)
    - Misja Pełnej Ewangelii Kamerunu
    - Misja Wiary Apostolskiej Południowej Afryki
    - Misja Zielonoświątkowa
    - Misyjny Zielonoświątkowy Kościół Boży
    - Newfrontiers International
    - Niezależny Kościół Zielonoświątkowy
    - Odkupiony Chrześcijański Kościół Boży
    - Odnowiony Kościół Prezbiteriański w Brazylii
    - Rosyjski Kościół Chrześcijan Wiary Ewangelicznej
    - Rumuńska Unia Zielonoświątkowa
    - Standardowe Kościoły Otwartej Biblii (Open Bible Standard Churches)
    - Stowarzyszenie Kościołów Zielonoświątkowych w Rwandzie
    - Stowarzyszenie „Winnica” (USA)
    - Światowy Kościół Mocy Bożej (World Church of the Power of God)
    - Unia Zborów Zielonoświątkowych (Litwa)
    - Unia Zielonoświątkowa
    - Wolny Ewangeliczny Kościół Boży (Grecja)
    - Wolny Kościół Apostolski Pięćdziesiątnicy
    - Wolny Kościół Ożywienia Zielonoświątkowego
    - Wolny Kościół Zielonoświątkowy
    - Zbory Boże
    - Zbory Zielonoświątkowe
    - Zbór Stanowczych Chrześcijan w RP
    - Zielonoświątkowy Kościół Boży
    - Zielonoświątkowy Kościół Świętości
    - Zielonoświątkowe Zbory Boże
    - Zielonoświątkowe Zbory Zachodnich Indii
    - Związek wyznaniowy „Życie i Światło” (Francja)

  - Pentekostalizm Jedności Bóstwa
    - Kościół Apostolski Wiary w Jezusa Chrystusa
    - Krucjata Cudów Jezusa
    - Prawdziwy Kościół Jezusa
    - Zielonoświątkowe Zbory Świata
    - Zjednoczony Kościół Zielonoświątkowy

  - Ruch Wiary
    - Lakewood Church

- Żydzi mesjanistyczni

## Afrochrześcijaństwo
- Afrochrześcijaństwo
  - aladura
  - harrizm
  - kimbangizm
  - lumba

## Wyznania nietrynitarne
- w Polsce (XVI – XVII w.):
  - duchoborcy
  - mołokanie
    - nowomołokanie

  - sobotniki
  - Bracia polscy
  - unitarianie

- w Polsce współcześnie
  - Świecki Ruch Przyjaciół Człowieka „Anioł Pański” (miał niewielkie grono zwolenników w latach 30. XX wieku, obecnie nie występuje w Polsce)
  - Kościół Remonstrantów Polskich
  - spirytualiści
  - Jednota Braci Polskich

## Restoracjonizm
- Irwingianizm
  - Kościół Nowoapostolski
- ruch świętych w dniach ostatnich (mormoni)
  - Kościół Jezusa Chrystusa Świętych w Dniach Ostatnich (największe wyznanie)
  - Społeczność Chrystusa (dawniej „Zreorganizowany Kościół Jezusa Chrystusa Świętych w Dniach Ostatnich”)
  - mniejsze odłamy lub grupy:
    - Kościół Jezusa Chrystusa Świętych w Dniach Ostatnich (Strangici)
    - Kościół Jezusa Chrystusa (Bikertonici)
    - Kościół Chrystusa – Obszar Świątyni
    - Kościół Restytucji, Jezusa Chrystusa Świętych w Dniach Ostatnich
    - Kościół Zrestytuowany Jezusa Chrystusa
    - Kościół Ostatków Jezusa Chrystusa Świętych w Dniach Ostatnich
    - Prawdziwy i Żywy Kościół Jezusa Chrystusa Świętych w Dniach Końca
    - Fundamentalistyczny Kościół Jezusa Chrystusa Świętych w Dniach Ostatnich
    - Kościół Chrystusa z Poselstwem Eliasza
    - Kościół Pierwocin Pełni Czasów
    - Kościół Boży Nowego Przymierza
- Chrystadelfianie
- ruch badacki:
  - Świadkowie Jehowy[a]
  - Zrzeszenie Wolnych Badaczy Pisma Świętego
  - Świecki Ruch Misyjny „Epifania”
  - Stowarzyszenie Badaczy Pisma Świętego

## Wierzenia synkretyczne zapożyczające z chrześcijaństwa
- candomble
- macumba
- santeria
- szango
- umbanda
- voodoo
- Native American Church

## Nowe ruchy religijne o charakterze lub tradycji chrześcijańskiej
- Kościół Boga Wszechmogącego
- Rodzina
- Ruch na rzecz Przywrócenia Dziesięciu Przykazań
- Zbór Leczenia Duchem Świętym „Niebo”
- Wolny Kościół Reformowany
- Stolica Boża i Barankowa